# Javorina (1186 m)
Javorina (1186 m) – szczyt w zachodniej części Słowackiego Raju, znajdujący się w południowo-zachodnim grzbiecie szczytu Kopanec (1132 m). Javorina jest zwornikiem dla dwóch grzbietów: krótkiego południowo-zachodniego opadającego do doliny Hnilca oraz dłuższego południowo-wschodniego, który poprzez szczyt Kopa (1128 m) opada również do doliny Hnilca. W północno-zachodnim kierunku grzbiet Javoriny biegnie do szczytu Kopanec (1132 m).
Większość stoków Javoriny porasta las, jednak sam szczyt, oraz cały grzbiet łączący Javorinę i Kopę są trawiaste. Jest to duży kompleks łąk o nazwie Kopanecké lúky, ciągnący się od przełęczy Kopanec, przez dolinę dopływu Hnilca oraz północno-wschodnie i południowo-zachodnie stoki przełęczy między Javoriną i Kopą aż po koryto Hnilca. Na porośniętych lasem północnych stokach Javoriny utworzono rezerwat Mokra. 
Przez Javorinę nie prowadzi żaden szlak turystyki pieszej.